# Dongle

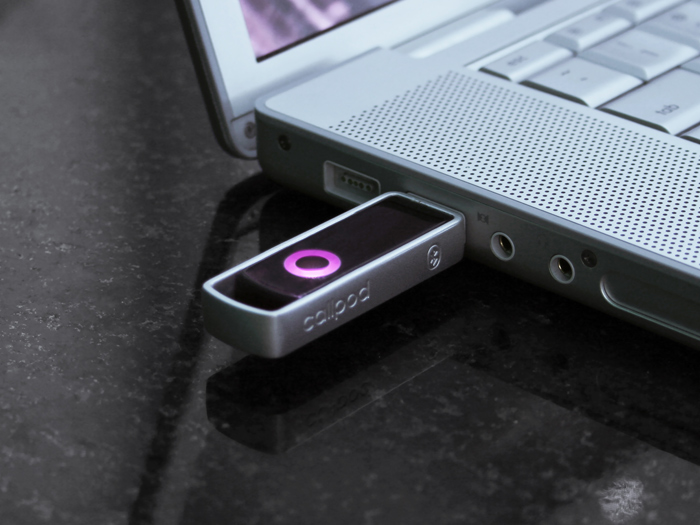
Un adaptador Bluetooth

Un adaptador  —del inglés dongle— es un pequeño dispositivo que se conecta a otro dispositivo para aportar una función adicional. Es habitual hablar de adaptadores USB cuando proporcionan una funcionalidad a través de este tipo de conexión, o adaptadores HDMI, como los Chromecast de Google. En informática, el término se asocia al mecanismo de copias de seguridad para protección, así como software comercial con el que el dispositivo se vincula al sistema mediante un software instalado previamente, entregado junto al hardware en la compra.
Estos dispositivos también se asocian a otros similares que proporcionan métodos de conexión inalámbrica a otros dispositivos (como wifi o Bluetooth), en ocasiones mediante USB, así como pequeños reproductores multimedia digitales (como Fire TV, Chromecast o Roku) y equipos personales (como Chromebit o el Compute Stick de Intel) que se conectan directamente a la entrada HDMI del televisor, y por tanto son llaves o adaptadores HDMI.

## Tipos de adaptadores

### Copias de protección
- Piezas basadas en CD (llamadas ETKA) utilizadas por el Grupo Volkswagen desde el año 2000 requieren de un adaptador codificador para que desencripte el software y pueda ejecutarse.
- Algunos paquetes de estaciones de trabajo de audio digital profesionales de TOS de Atari necesitaban la presencia de una llave para ejecutar el cartucho en la máquina. Cubase de Steinberg y el creador de C-Lab's y Notator, solían recurrir a este método.

### Protección antipiratería contra copias
- Algunos cartuchos sin licencia tienen una conexión en cascada que permite que los originales se ejecuten sin problema. Por ejemplo para evitar el chip 10NES en la Nintendo Entertainment System.

### Pequeñas aplicaciones periféricas

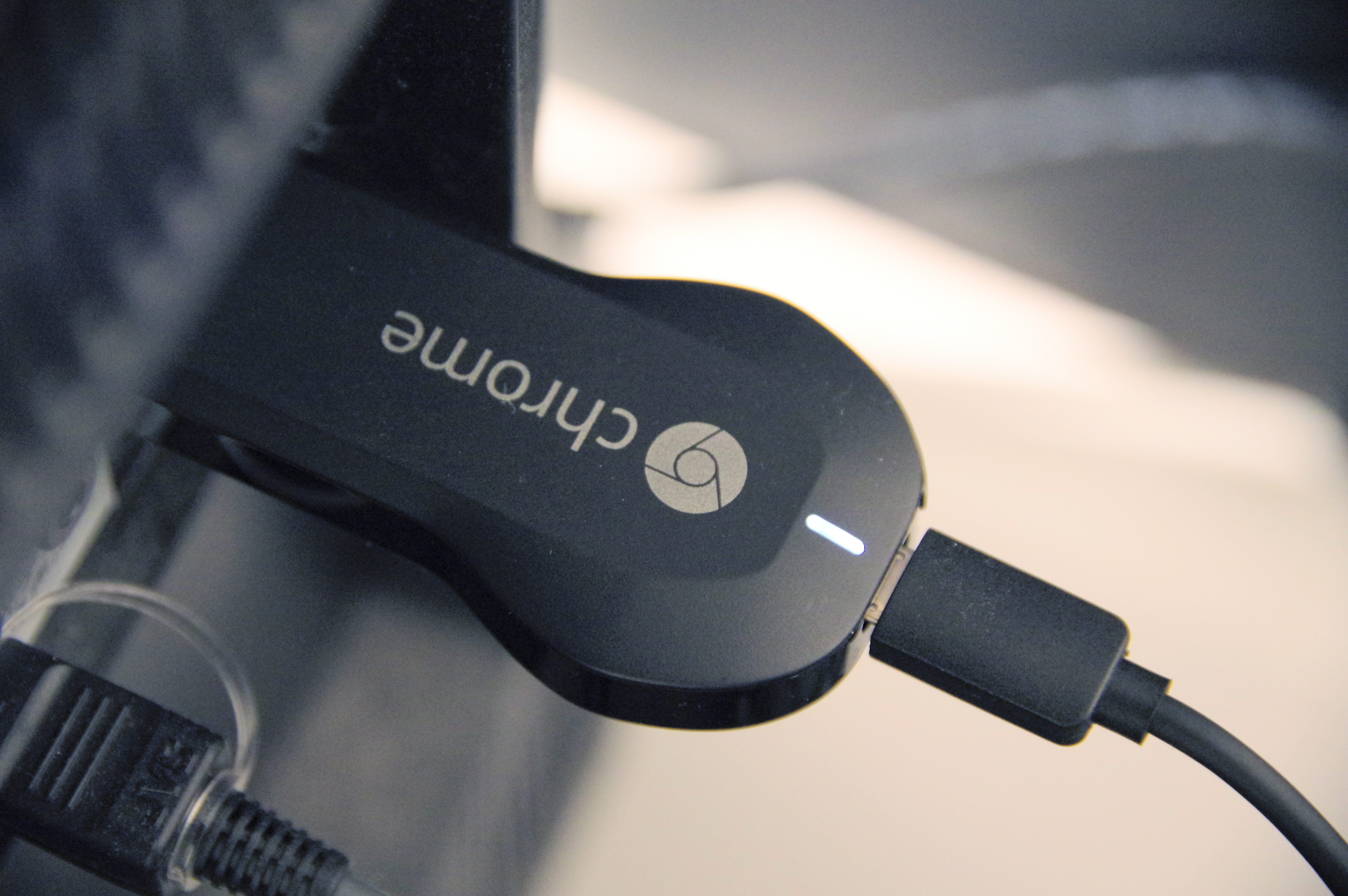
Un Chromecast conectado al HDMI de una TV. El cable es una fuente de energía por USB.

- Algunos dispositivos pequeños que se enchufan en otros equipos y añaden funciones también se pueden considerar adaptadores, como los de infrarrojos inalámbricos o los reproductores multimedia digitales como Chromecast.
- MHL: una llave HMDI que activa la adaptación como HDMI mediante una conversión contenida en la propia llave. Suele usar conexiones USB o de carga de dispositivo.

### Adaptadores
- Cables cortos que conectan con entradas de audio de 3.5 mm relativamente largas, permitiendo que se conecten o desconecten fácilmente del equipo con un número limitado de conectores. El Chromecast, mencionado anteriormente, es un buen ejemplo.

### Adaptadores de MacBook
- MacBooks tiene un conector USB-C exclusivo, además consta de una gran variedad de adaptadores con conexión USB-A, FireWire, Ethernet, VGA, HDMI o Thunderbolt, entre otros. Apple siempre ha criticado que los conectores antiguos sean heredados por los dispositivos más modernos a lo largo de los años, escudándose en que la tecnología nueva debe diferenciarse de los productos más viejos tarde o temprano.

### Otros
- Los Cassette adapter permiten que mediante un cable auxiliar se reproduzcan sonidos de iPod/reproductor MP3/teléfono inteligente.
- El dispositivo transmisor FM permite reproducir sonido a través de un reproductor digital desde un reproductor de CD, teléfono inteligente o cualquier otro sistema de sonido a una radio FM.
- La conectividad IDE/PATA se puede recanalizar a través de diversos adaptadores:
  - Unidades de disquete emuladas para asegurar el reconocimiento de originalidad, permitiendo las tarjetas SD ejecuten software de Commodore 64 o Apple II.
  - Permitir que las tarjetas SD se reconozcan como discos duros de antiguos equipos DOS.
- Antiguas consolas de la vieja escuela:
  - Los cartuchos de Everdrive permitían emular y ejecutar varios juegos de Sega Megadrive o Nintendo 64 en un solo cartucho, cosa que anteriormente era impensable. Esto se puede conseguir gracias al uso de tarjetas SD con ROMs en el interior; permitiendo que la consola elija que ROM ejecutar, como lo haría un emulador.
  - Sega 32X fue una extensión de Sega Mega Drive que permitía disponer de una biblioteca de juegos de 32 bits y jugar en un sistema que anteriormente había sido de 16 bits.
- La conectividad mediante el puerto USB da más flexibilidad a los equipos informáticos:
  - Bluetooth
  - Mandos antiguos con adaptadores especiales
  - Lectores de tarjeta SD
  - Memorias USB
- Los coches antiguos que tenían un reproductor de CD externo pueden ahora emular los archivos MP3 de un USB o tarjeta SD como si fueran pistas de un circuito unidad de control de CD.